# Гришакова, Анастасия Петровна
Анастасия Петровна Гришакова (1908, Павловский Посад, Российская империя — не ранее 1946) — советский партийный и государственный деятель, народный комиссар социального обеспечения РСФСР (1939—1943).

## Биография
Родилась в 1908 году в Павловском Посаде в семье рабочих. До 1930 года работала ткачихой на Павлово-Посадской хлопчатобумажной фабрике. В 1929 году вступила в ВКП(б). В 1937 году окончила Московский институт тонкой химической технологии.
В 1937—1938 годах — научный сотрудник, секретарь Бюро ВКП(б) Московского института тонкой химической технологии. С апреля по сентябрь 1938 года — секретарь Бюро ВКП(б) завода «Каучук» (Москва). В 1938—1939 годах — секретарь Президиума Московского Совета[какого?]. С 1939 года народный комиссар социального обеспечения РСФСР. В 1943 году Президиум Верховного Совета РСФСР снял Гришакову с поста народного комиссара социального обеспечения «за неудовлетворительную работу и за непринятие мер к виновным в бездушно-бюрократическом отношении к нуждам семей военнослужащих». В 1946 году назначена заместителем наркома медицинской промышленности СССР.